# Młynek Nieświński
Pour les articles homonymes, voir Młynek.
Młynek Nieświński est une localité polonaise de la gmina et du powiat de Końskie en voïvodie de Sainte-Croix.